# Terje Hauge
Terje Hauge (Bergen, 1965. október 5. –) norvég nemzetközi labdarúgó-játékvezető.

## Pályafutása

### Nemzeti játékvezetés
A játékvezetésből 1982-ben vizsgázott, 1990-ben lett az I. Liga játékvezetője. Az aktív nemzeti játékvezetéstől 2010-ben vonult vissza. Első ligás mérkőzéseinek száma: 232.

#### Nemzeti kupamérkőzések
Vezetett Kupa-döntők száma: 2.

##### Norvég labdarúgókupa
| Időpont           | Helyszín               | Mérkőzés típusa | Mérkőzés                   | Eredmény | Nézők száma |
| ----------------- | ---------------------- | --------------- | -------------------------- | -------- | ----------- |
| 1996. október 27. | Ullevaal Stadion, Oslo | döntő           | Tromsø IL–FK Bodø/Glimt    | 2 : 1    | 22 683      |
| 2003. november 9. | Ullevaal Stadion, Oslo | döntő           | FK Bodø/Glimt–Rosenborg BK | 1 : 3    | 25 447      |

### Nemzetközi játékvezetés
A Norvég labdarúgó-szövetség Játékvezető Bizottsága (JB) terjesztette fel nemzetközi játékvezetőnek, a Nemzetközi Labdarúgó-szövetség (FIFA) 1993-tól tartotta nyilván bírói keretében. FIFA JB besorolás szerint elit kategóriás bíró. Több nemzetek közötti válogatott és klubmérkőzést vezetett, vagy működő társának 4. bíróként segített. A norvég nemzetközi játékvezetők rangsorában, a világbajnokság-Európa-bajnokság sorrendjében az 1. helyet foglalja el 29 találkozó szolgálatával. Az UEFA által szervezett labdarúgó kupasorozatokban összesen 61 mérkőzést vezetett, amivel a 8. helyen áll. Az aktív nemzetközi játékvezetéstől 2010-ben a FIFA 45 éves korhatárát elérve búcsúzott. Válogatott mérkőzéseinek száma: 38.

#### Labdarúgó-világbajnokság

##### U17-es labdarúgó-világbajnokság
Egyiptom rendezte az 1997-es U17-es labdarúgó-világbajnokságot, ahol a FIFA JB bíróként alkalmazta.

###### 1997-es U17-es labdarúgó-világbajnokság
| Időpont              | Helyszín                   | Mérkőzés típusa              | Mérkőzés             | Eredmény | Nézők száma |
| -------------------- | -------------------------- | ---------------------------- | -------------------- | -------- | ----------- |
| 1997. szeptember 7.  | Városi Stadion, Port Szaíd | csoportmérkőzés (D. csoport) | Argentína–Costa Rica | 1 : 0    | 10 000      |
| 1997. szeptember 21. | Nemzetközi Stadion, Kairó  | döntő                        | Brazília–Ghána       | 2 : 1    | 35 000      |

##### U20-as labdarúgó-világbajnokság
Argentína a 2001-es ifjúsági labdarúgó-világbajnokságot, Hollandia a 2005-ös ifjúsági labdarúgó-világbajnokságot rendezte, ahol a FIFA JB játékvezetőként foglalkoztatta.

###### 2001-es ifjúsági labdarúgó-világbajnokság
| Időpont          | Helyszín                                  | Mérkőzés típusa              | Mérkőzés                | Eredmény | Nézők száma |
| ---------------- | ----------------------------------------- | ---------------------------- | ----------------------- | -------- | ----------- |
| 2001. június 18. | José María Minella Stadion, Mar del Plata | csoportmérkőzés (F. csoport) | Ghána–Paraguay          | 2 : 1    | 2 000       |
| 2001. június 24. | Padre Ernesto Martearena Stadion, Salta   | csoportmérkőzés (E. csoport) | Ecuador–Costa Rica      | 0 : 1    | 15 000      |
| 2001. július 1.  | José Amalfitani Stadion, Buenos Aires     | egyik negyeddöntő            | Argentína–Franciaország | 3 : 1    | 32 000      |

###### 2005-ös ifjúsági labdarúgó-világbajnokság
| Időpont          | Helyszín                           | Mérkőzés típusa              | Mérkőzés                   | Eredmény | Nézők száma |
| ---------------- | ---------------------------------- | ---------------------------- | -------------------------- | -------- | ----------- |
| 2005. június 11. | Arke Stadion, Enschede             | csoportmérkőzés (D. csoport) | Argentína–Egyesült Államok | 0 : 1    | 10 500      |
| 2005. június 15. | Univé Stadion, Emmen               | csoportmérkőzés (F. csoport) | Nigéria–Dél-Korea          | 1 : 2    | 8 500       |
| 2005. június 18. | Parkstad Limburg Stadion, Kerkrade | csoportmérkőzés (A. csoport) | Franciaország–Belgium      | 1 : 1    | 2 000       |
| 2005. június 22. | Univé Stadion, Emmen               | egyik nyolcaddöntő           | Spanyolország–Törökország  | 3 : 0    | 8 400       |
| 2005. július 2.  | Galgenwaard Stadion, Utrecht       | döntő                        | Argentína–Nigéria          | 2 : 1    | 24 500      |

---
Négy világbajnoki döntőhöz vezető úton Franciaországba a XVI., az 1998-as labdarúgó-világbajnokságra,- Dél-Koreába és Japánba a XVII., a 2002-es labdarúgó-világbajnokságra,- Németországba a XVIII., a 2006-os labdarúgó-világbajnokságra valamint Dél-Afrikába a XIX., a 2010-es labdarúgó-világbajnokságra a FIFA JB bíróként alkalmazta. 2006-os világbajnokság  volt az első világtorna, amikor a meghívott játékvezetőhöz (nemzeti vagy nemzetközi) szorosan kapcsolódtak asszisztensei. Világbajnokságon vezetett mérkőzéseinek száma: 1.

##### 1998-as labdarúgó-világbajnokság

###### Selejtező mérkőzés
| Időpont             | Helyszín                    | Mérkőzés típusa           | Mérkőzés           | Eredmény | Nézők száma |
| ------------------- | --------------------------- | ------------------------- | ------------------ | -------- | ----------- |
| 1996. augusztus 31. | Svangaskard Stadion, Toftir | előselejtező (6. csoport) | Feröer–Szlovákia   | 1 : 2    | 1 445       |
| 997-06-07.          | Antas Stadion, Porto        | előselejtező (9. csoport) | Portugália–Albánia | 2 : 0    | 25 000      |

##### 2002-es labdarúgó-világbajnokság

###### Selejtező mérkőzés
| Időpont             | Helyszín                       | Mérkőzés típusa           | Mérkőzés            | Eredmény | Nézők száma |
| ------------------- | ------------------------------ | ------------------------- | ------------------- | -------- | ----------- |
| 2000. október 11.   | Lansdowne Road Stadion, Dublin | előselejtező (2. csoport) | Írország–Észtország | 2 : 0    | 34 962      |
| 2001. szeptember 1. | Camp dEsports Stadion, Lleida  | előselejtező (2. csoport) | Andorra–Portugália  | 1 : 7    | 4 876       |
| 2001. október 6.    | Hampden Park Stadion, Glasgow  | előselejtező (6. csoport) | Skócia–Lettország   | 2 : 1    | 23 228      |

###### Világbajnoki mérkőzés
| Időpont         | Helyszín                | Mérkőzés típusa              | Mérkőzés             | Eredmény | Nézők száma |
| --------------- | ----------------------- | ---------------------------- | -------------------- | -------- | ----------- |
| 2002. június 6. | Város Stadion, Szaitama | csoportmérkőzés (E. csoport) | Kamerun–Szaúd-Arábia | 1 : 0    | 52 328      |

##### 2006-os labdarúgó-világbajnokság

###### Selejtező mérkőzés
| Időpont             | Helyszín                         | Mérkőzés típusa           | Mérkőzés            | Eredmény | Nézők száma |
| ------------------- | -------------------------------- | ------------------------- | ------------------- | -------- | ----------- |
| 2004. október 9.    | Old Trafford Stadion, Manchester | előselejtező (6. csoport) | Anglia–Wales        | 2 : 0    | 65 244      |
| 2005. március 30.   | Mikhail Meshki Stadion, Tbiliszi | előselejtező (2. csoport) | Grúzia–Törökország  | 2 : 5    | 20 000      |
| 2005. szeptember 3. | Gheorghe Hagi Stadion, Konstanca | előselejtező (1. csoport) | Románia–Csehország  | 2 : 0    | 18 500      |
| 2005. október 8.    | Suisse Stadion, Bern             | előselejtező (4. csoport) | Svájc–Franciaország | 1 : 1    | 31 400      |

##### 2010-es labdarúgó-világbajnokság

###### Selejtező mérkőzés
| Időpont            | Helyszín                     | Mérkőzés típusa           | Mérkőzés                | Eredmény | Nézők száma |
| ------------------ | ---------------------------- | ------------------------- | ----------------------- | -------- | ----------- |
| 2008. október 15.  | Dynamo Stadion, Minszk       | előselejtező (6. csoport) | Fehéroroszország–Anglia | 1 : 3    | 29 600      |
| 2009. április 1.   | Millennium Stadion, Cardiff  | előselejtező (4. csoport) | Wales–Németország       | 0 : 2    | 26 064      |
| 2009. június 6.    | Maksimir Stadion, Zágráb     | előselejtező (6. csoport) | Horvátország–Ukrajna    | 2 : 2    | 32 073      |
| 2009. október 10.  | Croke Park Stadion, Dublin   | előselejtező (8. csoport) | Írország–Olaszország    | 2 : 2    | 70 640      |
| 2009. november 18. | Ljudski VRT Stadion, Maribor | rájátszás                 | Szlovénia–Oroszország   | 1 : 0    | 12 510      |

#### Labdarúgó-Európa-bajnokság

##### U18-as labdarúgó-Európa-bajnokság
Spanyolország rendezte az 1994-es U18-as labdarúgó-Európa-bajnokságot, ahol az első nemzetközi labdarúgó-tornáján a FIFA/UEFA JB hivatalnoki feladatokkal bízta meg.
---
Öt európai-labdarúgó torna döntőjéhez vezető úton Angliába a X., az 1996-os labdarúgó-Európa-bajnokságra,- Belgiumba és Hollandiába a XI., a 2000-es labdarúgó-Európa-bajnokságra,- Portugáliába a XII., a 2004-es labdarúgó-Európa-bajnokságra,- Ausztriába és Svájcba a XIII., a 2008-as labdarúgó-Európa-bajnokságra, valamint Ukrajnába és Lengyelországba a XIV., a 2012-es labdarúgó-Európa-bajnokságra  az UEFA JB játékvezetőként foglalkoztatta. 2000-ben sikerült kilépnie Rune Pedersen árnyékából, a kontinenstornára már őt hívták meg, tartalék, negyedik játékvezetőként kapott feladatot. 2008-ban viszont Tom Henning Øvrebø váltotta.

##### 1996-os labdarúgó-Európa-bajnokság

###### Selejtező mérkőzés
| Időpont           | Helyszín                      | Mérkőzés típusa           | Mérkőzés               | Eredmény | Nézők száma |
| ----------------- | ----------------------------- | ------------------------- | ---------------------- | -------- | ----------- |
| 1994. október 12. | Hampden Park Stadion, Glasgow | előselejtező (8. csoport) | Skócia–Feröer-szigetek | 5 : 1    | 20 885      |

##### 2000-es labdarúgó-Európa-bajnokság

###### Selejtező mérkőzés
| Időpont             | Helyszín                        | Mérkőzés típusa           | Mérkőzés                 | Eredmény | Nézők száma |
| ------------------- | ------------------------------- | ------------------------- | ------------------------ | -------- | ----------- |
| 1998. szeptember 5. | Anfield Road Stadion, Liverpool | előselejtező (1. csoport) | Wales–Olaszország        | 0 : 2    | 23 160      |
| 1999. március 27.   | Razdan Stadion, Jereván         | előselejtező (4. csoport) | Örményország–Olaszország | 0 : 3    | 10 000      |

##### 2004-es labdarúgó-Európa-bajnokság

###### Selejtező mérkőzés
| Időpont              | Helyszín                              | Mérkőzés típusa           | Mérkőzés              | Eredmény | Nézők száma |
| -------------------- | ------------------------------------- | ------------------------- | --------------------- | -------- | ----------- |
| 2002. szeptember 7.  | Roi Baudouin Stadion, Brüsszel        | előselejtező (8. csoport) | Belgium–Bulgária      | 0 : 2    | 30 000      |
| 2003. június 7.      | Tehelne Stadion, Bratislava           | előselejtező (7. csoport) | Szlovákia–Törökország | 0 : 1    | 15 000      |
| 2003. szeptember 10. | Manuel Martínez Valero Stadion, Elche | előselejtező (6. csoport) | Spanyolország–Ukrajna | 2 : 1    | 39 000      |
| 2003. november 15.   | Hampden Park, Stadion, Glasgow        | rájátszás                 | Skócia–Hollandia      | 1 : 0    | 50 670      |

###### Európa-bajnoki mérkőzés
| Időpont          | Helyszín                         | Mérkőzés típusa              | Mérkőzés               | Eredmény | Nézők száma |
| ---------------- | -------------------------------- | ---------------------------- | ---------------------- | -------- | ----------- |
| 2004. június 16. | Luz Stadion, Lisszabon           | csoportmérkőzés (A. csoport) | Oroszország–Portugália | 0 : 2    | 59 273      |
| 2004. június 23. | José Alvalade Stadion, Lisszabon | csoportmérkőzés (D. csoport) | Csehország–Németország | 2 : 1    | 46 849      |

##### 2008-as labdarúgó-Európa-bajnokság

###### Selejtező mérkőzés
| Időpont             | Helyszín                       | Mérkőzés típusa           | Mérkőzés              | Eredmény | Nézők száma |
| ------------------- | ------------------------------ | ------------------------- | --------------------- | -------- | ----------- |
| 2006. október 11.   | Tehelne Stadion, Bratislava    | előselejtező (D. csoport) | Szlovákia–Németország | 1 : 4    | 21 000      |
| 2007. március 24.   | Croke Park Stadion, Dublin     | előselejtező (D. csoport) | Írország–Wales        | 1 : 0    | 75 300      |
| 2007. augusztus 22. | Roi Baudouin Stadion, Brüsszel | előselejtező (A. csoport) | Belgium–Szerbia       | 3 : 1    | 19 202      |
| 2007. november 21.  | Comunal Stadion, La Vella      | előselejtező (E. csoport) | Andorra–Oroszország   | 0 : 1    | 500         |

##### 2012-es labdarúgó-Európa-bajnokság

###### Selejtező mérkőzés
| Időpont             | Helyszín                       | Mérkőzés típusa           | Mérkőzés            | Eredmény | Nézők száma |
| ------------------- | ------------------------------ | ------------------------- | ------------------- | -------- | ----------- |
| 2010. szeptember 3. | Roi Baudouin Stadion, Brüsszel | előselejtező (A. csoport) | Belgium–Németország | 0 : 1    | 41 126      |

#### Északi Kupa
| Időpont          | Helyszín                | Mérkőzés típusa | Mérkőzés                   | Eredmény |
| ---------------- | ----------------------- | --------------- | -------------------------- | -------- |
| 2001. január 31. | Központi Stadion, Växjö | csoportmérkőzés | Svédország–Feröer-szigetek | 0 : 0    |

#### Nemzetközi kupamérkőzések
Vezetett Kupa-döntők száma: 2.

##### UEFA-szuperkupa
| Időpont             | Helyszín                  | Mérkőzés típusa | Mérkőzés             | Eredmény | Nézők száma |
| ------------------- | ------------------------- | --------------- | -------------------- | -------- | ----------- |
| 2004. augusztus 27. | II. Lajos Stadion, Monaco | döntő           | FC Porto–Valencia CF | 1 : 2    | 17 292      |

##### UEFA-bajnokok ligája
A mérkőzésen történelmi esemény volt, amikor piros kártyát mutatott fel Jens Lehmann Arsenal kapusnak. Lehmann lett az első játékos akit BL sorozatokban kiállítottak. Az 52. játékvezető – az első norvég – aki UEFA-bajnokok ligája döntőt vezetett.
| Időpont         | Helyszín                | Mérkőzés típusa | Mérkőzés                | Eredmény | Nézők száma |
| --------------- | ----------------------- | --------------- | ----------------------- | -------- | ----------- |
| 2006. május 17. | Francia Stadion, Párizs | döntő           | FC Barcelona–Arsenal FC | 2 : 1    | 79 500      |

## Sikerei, díjai
- 2004-ben és 2007-ben Norvégiában mint az Év Játékvezetőjeként elnyerte a Kniksen díjat.
- Az IFFHS (Nemzetközi Futballtörténészek- és Statisztikusok Szövetsége) 1987-2011 évadokról tartott nemzetközi szavazásán 151, játékvezető besorolásával minden idők 53, legjobb bírójának rangsorolta, holtversenyben Claus Bo Larsen, Keith Hackett, Zoran Petrović társaságában.